# 布朗菲爾茲 (路易斯安那州)
布朗菲爾茲（英語：Brownfields）是位於美國路易斯安那州東巴吞魯日堂區的一個普查規定居民點。

## 人口
根據2020年美國人口普查的數據，布朗菲爾茲的面積為10.74平方千米，當中陸地面積為10.73平方千米，而水域面積為0.01平方千米。當地共有人口5145人，而人口密度為每平方千米479.05人。